# Riaan Cruywagen
Adriaan (Riaan) Johannes Cruywagen (5 oktober 1945) is een Zuid-Afrikaanse nieuwslezer, presentator en stemacteur en was decennia lang het gezicht van de Afrikaanstalige afdeling van de South African Broadcasting Corporation (Suid-Afrikaanse Uitsaaikorporasie) (SABC). 
Riaan Cruywagen werd daarmee samen met Noxolo Grootboom (Xhosa nieuwsanker) als een van de belangrijkste nieuwsankers van de SABC gezien.

## Nieuwslezer

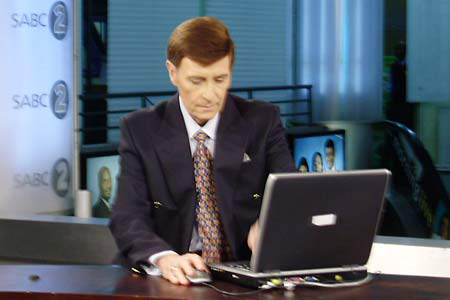
Riaan Cruywagen leest het nieuws.

Na de verplichte diensttijd in de Zuid-Afrikaanse Weermacht ging Cruywagen studeren aan de Universiteit Stellenbosch. Hier kreeg hij een beurs van de SAUK toegewezen en in 1965 begon hij deeltijds te werken als nieuwspresentator bij de Afrikaanse Diens van de SAUK. Deze zender is via de naam Afrikaanse Stereo getransformeerd in Radio Sonder Grense.
In 1971 zegde Cruywagen de Afrikaanse Diens (en daarmee dus de SAUK) vaarwel en ging aan de slag bij de Afrikaanstalige afdeling van de Nederlandse Wereldomroep. Over zijn tijd bij de Wereldomroep zegt Cruywagen in een interview met Die Burger:
In Nederland het ek besef wat ware demokrasie is, dat jy nie mense stemreg op grond van velkleur kan ontsê nie.— Riaan Cruywagen
Als de Suid-Afrikaanse Uitsaaikorporasie in 1975 begint met het uitzenden van televisie, wordt Cruywagen de eerste televisieregisseur van een nieuwsprogramma in Zuid-Afrika. Als op 26 november 1975 de presentator van het nieuws plotseling ontbreekt, moet Cruywagen zijn ervaringen als (radio)nieuwspresentator plotseling op de televisie gebruiken. Onder het nieuws dat hij moest overdragen, bevond zich het nieuws dat Breyten Breytenbach tot negen jaar gevangenisstraf was veroordeeld.
In juni 2003 werd, nadat er berichten dat het contract van Cruywagen bij de SABC niet hernieuwd zou worden, een schikking tussen de SABC en de United Association of South Africa bereikt. Het contract van Cruywagen werd verlengd, en zodoende presenteert hij tegenwoordig nog steeds het nieuws. Naar aanleiding van zijn afwezigheid als presentator tijdens de besprekingen rondom zijn contract, nam de Zuid-Afrikaanse muziekgroep Zinkplaat het liedje Waar is Riaan op.
Cruywagen is tijdens zijn langdurige loopbaan synoniem geworden met het Afrikaanstalige televisienieuws. In 2004 en 2005 was Cruywagen onderdeel van de populaire cultuur in Zuid-Afrika, toen een aantal humoristische websites oorspronkelijk nieuws over Chuck Norris en David Hasselhoff betrokken op Riaan Cruywagen.
In september 2011 en januari 2012 was Cruywagen te zien in twee promotiefilmpjes van het tweede tv-kanaal van de SABC. De SABC had een remix gemaakt van momenten waarop Cruywagen nepnieuws leest.
Eind 2012 maakte Riaan Cruywagen bekend dat hij met pensioen ging en stopte met het lezen van het Afrikaanse nieuws van de SABC. Op 26 november, 37 jaar na zijn eerste nieuwsbulletin, presenteerde hij voor het laatst SABC Nuus.
In februari 2013 keerde Riaan Cruywagen echter terug op de televisie als presentator van het ochtendnieuwsprogramma Dagbreek van kykNET. Later presenteerde Cruywagen het avondnieuwsprogramma kykNET Verslag. In maart 2018 beëindigde Cruywagen zijn carrière als presentator van rechtstreekse nieuwsprogramma's. Wel gaat hij door als presentator van het ouderenprogramma Met 'n huppel in die stap, eveneens op kykNET.

## Acteur

Cruywagen binnen de populaire Zuid-Afrikaanse cultuur

Cruywagen was ook de stemacteur voor het karakter Haas Das in het populaire Afrikaanse kindernieuwsprogramma Haas Das se Nuuskas (De Nieuwsbuis van Haas Das) in 1976. Hierin las een haas met een grote das om het nieuws voor aan kinderen. Hij was ook de stemacteur van het karakter toen Haas Das se Nuuskas nieuw leven ingeblazen werd in de film "Haas Das Hou Konsert" (Haas Das houdt een concert) in 2007. Cruywagen solliciteerde onbewust voor het werk als stemacteur toen hij de regisseur van Haas Das se Nuuskas, Louise Smit, een grap vertelde. Ze greep hem en schreeuwde: "Ek het my konyn!". Daarnaast was Cruywagen ook stemacteur voor het kinderprogramma Liewe Heksie.
Daarnaast verscheen Cruywagen in een advertentie-campagne voor de Afrikaanse Taal- en Kultuurvereniging, door als ober in een restaurant met een plank aan de muur te zeggen: "Moenie die taal afskeep nie" - verwijzend naar Afrikaans. Cruywagen acteerde ook in een aantal films, soms zichzelf als een nieuwslezer, zoals het lezen van het nieuws in het Zoeloe in Leon Schusters Sweet 'n Short. Ook speelde Cruywagen in de film Stander.

## Filmografie
- Haas Das se Nuuskas (1976 - televisieserie)
- Sweet 'n Short (1991 - film)
- Stander (2003 - film)
- Haas Das hou konsert (2007 - film)

## Prijzen
Tijdens zijn carrière ontving Riaan Cruywagen verschillende prijzen:
- 1990: Beste mannelijke tv-presentator - gekregen van de Edgars Club
- 2002: Prijs voor zijn bijdrage aan Afrikaans - gekregen van de Rapportryerbeweging
- 2006: Golden Plume Award voor zijn bijdrage aan het Zuid-Afrikaanse televisiebedrijf - gekregen van de SABC en het Zuid-Afrikaanse ministerie van Communicatie
- 2007: Gouden penning voor zijn bijdrage tot Afrikaans in het algemeen en televisie in het bijzonder - gekregen van de Klub van Studenteraadvoorsitters van die Universiteit Stellenbosch